# 인천 세일전자 화재
인천 세일전자 화재 사고는 2018년 8월 21일 15시 43분에 인천광역시 남동구 논현동에 위치한 전자부품용 인쇄회로기판 생산공장인 세일전자에서 발생한 화재 사고이다. 이 사고로 9명이 사망하고 6명이 부상당했다.

## 전개
2018년 8월 21일 15시 43분에 세일전자 4층 화물엘리베이터 앞 사무실 천장에서 화재가 시작되었다. 세일전자는 인천공단소방서와 가까워 선착대가 신고 접수 4분 후에 도착해 화재 진화를 시작했고, 45분 후 화재 진화를 완료했다.
그러나 선착대가 도착하기 전에 화재를 피해 4명이 건물 밖으로 투신했고, 그중 2명이 사망하였다. 나머지 사망자 7명은 공장 내부에서 발견됐다.

## 대응
인천공단소방서는 신고 접수 직후 대응1단계를 발령해 소방력을 동원했고, 화재가 계속 번져 16시 1분에 대응2단계를 발령해 화재에 대응하였다.

## 원인
처음에는 공장의 4층 인쇄회로기판 검사실에서 처음 화재가 발생했다고 추정되었지만, 경찰 조사 결과 화물엘리베이터 앞 사무실 천장에서 전기 배선의 이상으로 화재가 발생한 것으로 추정되고 있다. 공장 내부에 인화물질과 박스가 많아 화재가 급속히 번졌고, 유독가스도 대량으로 발생해 대규모 사상자가 발생했다. 또한 화재 당시 화재 스프링클러가 바로 작동하지 않았다.